# 쇼핑걸
《쇼핑걸》(영어: Shopgirl)은 미국에서 제작된 어난드 터커 감독의 2005년 로맨틱 코미디 드라마 영화이다. 스티브 마틴이 본인의 동명 중편 소설을 바탕으로 각본을 쓰고 주연을 맡았으며, 그 외에 클레어 데인스, 제이슨 슈워츠먼 등이 출연하였다. 아쇼크 암리트라지 등이 제작에 참여하였다.

## 출연
- 스티브 마틴
- 클레어 데인스
- 제이슨 슈워츠먼
- 브리짓 윌슨샘프러스
- 샘 보텀스
- 프랜시스 콘로이
- 리베카 피전
- 지나 독터
- 클라이드 쿠사추
- 서맨사 셸턴

## 기타 제작진
- 라인 제작: 메러디스 잼스키
- 공동 제작: 마커스 A. 비시디
- 협력 제작: 사이먼 콘더, 닉 햄슨
- 배역: 데버라 어퀼라, 트리샤 우드
- 미술: 윌리엄 아널드
- 의상: 낸시 스타이너